# ユリイェーネ・ソフィー・ア・ダンマーク
ユリイェーネ・ソフィー・ア・ダンマーク（Juliane Sophie af Danmark, 1788年2月18日 - 1850年5月9日）は、デンマーク王フレゼリク5世の孫娘で、クリスチャン8世王の妹。ヘッセン＝フィリップスタール＝バルヒフェルト家の侯子ヴィルヘルムの妻となった。

## 生涯
デンマークの摂政宮だったフレゼリク王子と、その妻でメクレンブルク＝シュヴェリーン大公フリードリヒ・フランツ1世の妹であるゾフィー・フリーデリケの間の第3子、次女として生まれた。ユリイェーネとその兄弟姉妹の実父は、父フレゼリク王子の副官を務めたドイツ人フリードリヒ・ヴィルヘルム・フォン・ブリュッヒャーだという噂が、広く信じられていた。1803年、妹ルイーセとともにフレゼリクスボー城の付属礼拝堂で堅信礼を受けた。
1812年8月22日にフレゼリクスボー宮殿において、ヘッセン＝フィリップスタール＝バルヒフェルト侯子ヴィルヘルムと結婚した。ヴィルヘルムはフレゼリク6世の妻マリー王妃の遠縁で、デンマーク軍に仕官して高い声望を集める将軍だった。この結婚により、1772年のクーデタ以降、対立状態にあった国王一家と摂政宮一家との関係はやや改善された。夫婦仲は良好だったが、ユリイェーネは産褥死を恐れて夫との同衾を拒んだため、間に子供は産まれなかった。ヴィルヘルムは愛妾を囲い、5人の庶出の娘をもうけている。
1821年、兄弟姉妹とともに敬称を単なる「殿下（Hendes højhed）」から「王家の殿下（Hendes kongelige højhed）」に引き上げられている。